# Jean-Noël Lavoie
Pour les articles homonymes, voir Lavoie.
Jean-Noël Lavoie, né le 24 novembre 1927 à Montréal et mort le 17 mars 2013 à Saint-Laurent-du-Var,, est un notaire et un homme politique québécois. Il a été maire de Chomedey, député (1960 à 1981) et président de l'Assemblée nationale du Québec (1970 à 1976).

## Biographie
Il est le fils de Zéphirin Lavoie, commerçant, et de Laura Gaudreault. Il fait ses études à l'université de Montréal. Il devient notaire en 1951 et exercera cette profession jusqu'en 1970.

### Politique municipale
Il est échevin de 1954 à 1956, puis maire de 1959 à 1961, de la municipalité de L'Abord-à-Plouffe, fusionnée en 1961 dans la ville de Chomedey. Il est maire de Chomedey de 1961 à 1965, fusionnée dans la ville de Laval en 1965. Il est brièvement maire de Laval en 1965 mais est défait à l'élection à la mairie de cette ville tenue cette même année. Il est de nouveau candidat à la mairie de Laval à l'élection de 1969 et est défait.

### Politique nationale
Il est candidat du parti libéral dans la circonscription de Laval à l'élection générale québécoise de 1956, lors de laquelle il est défait par Léopold Pouliot, le candidat de l'Union nationale. De nouveau candidat du parti libéral à l'élection générale de 1960, il est élu député de Laval à l'Assemblée nationale. Il est réélu lors de l'élection générale de 1962 et de celle de 1966. Il démissionne comme député le 24 octobre 1969. Il se présente de nouveau et est élu député lors de l'élection générale de 1970, puis réélu lors de l'élection générale de 1973 et de celle de 1976. Il devient président de l'Assemblée nationale le 9 juin 1970, fonction qu'il occupe jusqu'au 14 décembre 1976. Il est leader parlementaire de l'Opposition officielle à l'Assemblée nationale du 14 décembre 1976 au 9 mai 1979.
Il a été fait membre de l'Ordre du Canada en 1992. Il a publié ses mémoires en 1998, sous le titre La Saga de Laval. Le 6 juin 2015, lors du cinquantième anniversaire de la ville, l'autoroute 440, sur le territoire de Laval, est renommée en son nom .